# Josef Fischer (Politiker, 1924)

Josef Fischer (1971)

Josef Fischer (* 15. Dezember 1924 in Stetten; † 3. Dezember 2012; heimatberechtigt in Stetten) war ein Schweizer Tierarzt und Politiker (Republikaner).

## Leben
Josef Fischer, Sohn des gleichnamigen Landwirts und dessen Ehefrau Klara, geborene Thürlemann, erlangte die Matura an der Kantonsschule Aarau. Er studierte Veterinärmedizin an den Universitäten Zürich sowie Wien. In Zürich legte er das Staatsexamen ab und wurde 1952 zum Dr. med. vet. promoviert. Fischer führte eine Gross- und Kleintierpraxis in Bremgarten. Er war für die Fleischschau in den Gemeinden Wohlen, Bremgarten, Niederwil und Stetten zuständig.
Fischer gehörte von 1971 bis 1979 dem Nationalrat an. Er nahm Einsitz die Kommissionen für das Raumplanungsgesetz, das Forst- und Fischereigesetz sowie das Tierschutzgesetz.
Josef Fischer war mit der ebenfalls aus Stetten stammenden Marie Luise, geborene Thürlemann, verheiratet und katholischer Konfession.